# Čardaklija
Čardaklija (makedonsky: Чардаклија) je vesnice v Severní Makedonii. Nachází se v opštině Štip ve Východním regionu.

## Geografie
Vesnice se nachází 7 km východně od města Štip. Leží na regionální silnici Štip-Kočani, která ji rozděluje na dvě poloviny. Na okraji vesnice protéká řeka Bregalnica. Leží v nadmořské výšce 360 metrů.

## Demografie
Podle sčítání lidu z roku 2002 žije ve vesnici 922 obyvatel, z toho 878 se hlásí k makedonské národnosti a 36 k valašské.
| Rok          | 1900 | 1905 | 1948 | 1953 | 1961 | 1971 | 1981 | 1991 | 1994 | 2002 |
| ------------ | ---- | ---- | ---- | ---- | ---- | ---- | ---- | ---- | ---- | ---- |
| Obyvatelstvo | 36   | 56   | 199  | 304  | 524  | 576  | 753  | 846  | 873  | 922  |